# التقويم الروماني

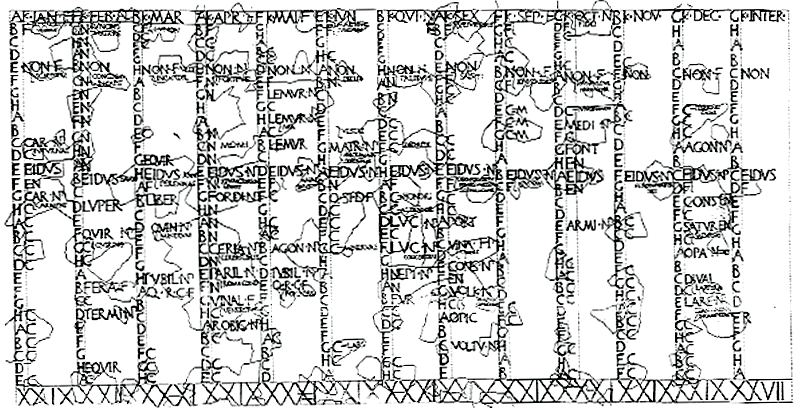
استنساخ من Fasti Antiates Maiores مجزأة Fasti Antiates Maiores (ق.م)، مع استمرار الشهرين السابع والثامن في التسمية كنتيليس ("QVI") و سكستيليس ("SEX") وشهر مُقحم ("INTER") في العمود أقصى اليمين

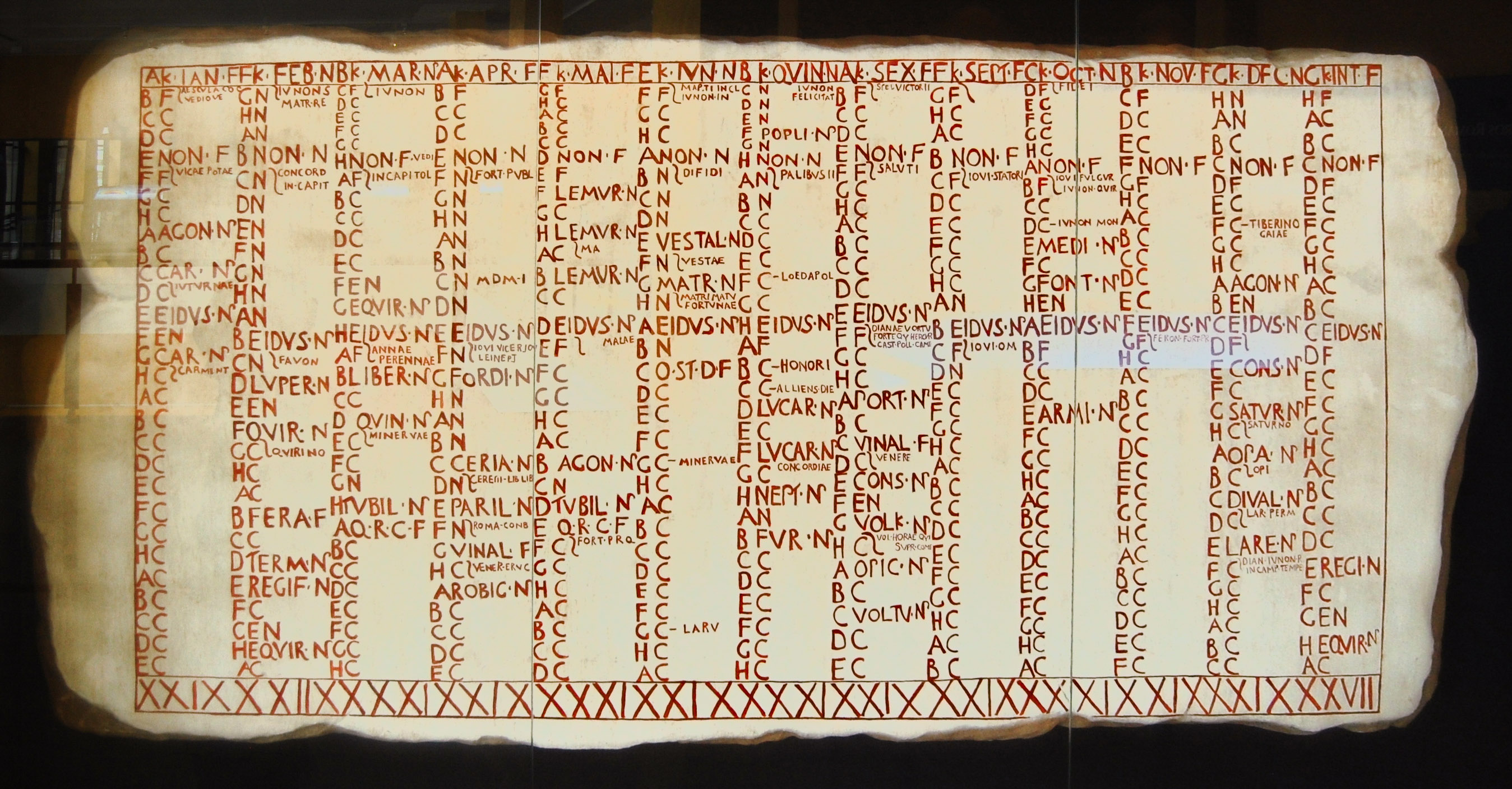
إعادة تصنيع آخر من Fasti Antiates Maiores

كان التقويم الروماني هو التقويم الذي تستخدمه المملكة الرومانية والجمهورية . يشمل المصطلح غالبًا التقويم اليولياني الذي وضعته إصلاحات الديكتاتور يوليوس قيصر والإمبراطور أغسطس في أواخر القرن الأول قبل الميلاد وأحيانا يتضمن أي نظام مؤرخة من قبل العد الشامل نحو أشهر كاليندس، نونيس، وايديس بالطريقة الرومانية. يستبعد المصطلح عادة التقويم الإسكندري لمصر الرومانية، والذي استمر مع الأشهر الفريدة للتقويم السابق لتلك الأرض، التقويم البيزنطي للإمبراطورية الرومانية اللاحقة، والتي عادة ما ترجع إلى الأشهر الرومانية في العد البسيط للتقويمات اليونانية القديمة،والتقويم الغريغوري، الذي صقل نظام جوليان لجعله يتماشى بشكل أوثق مع السنة الشمسية وهو أساس المعيار الدولي الحالي.
يعتمد التأريخ الروماني على العد الشامل (يُحسب في نظام العد الشامل اليوم الذي نبدأ منه، فإذا بدأ الأسبوع مثلاً بيوم الاثنين، ونريد عدّ 7 أيام، نبدأ من الاثنين ثم الثلاثاء ثم الأربعاء وهكذا حتى ننتهي بيوم الأحد. على عكس نظام العد الحالي، الذي يبدأ في تلك الحالة من يوم الثلاثاء). هناك 3 أيام رئيسة في الشهر هي (ولنفترض هنا أن الشهر مؤلف من 31 يوم): اليوم الأول من الشهر (كاليندس)، منتصف الشهر –باعتبار أن الشهر 31 يوماً– ويدعى (إيديس) ويكون في هذه الحالة اليوم الخامس عشر، و(نونيس) هو اليوم الذي يسبق (إيديس) بـ 8 أيام وفقاً لنظام العد الشامل، وفي تلك الحالة يكون اليوم السابع. يتألف التقويم الأصلي من 10 أشهر، ويبدأ في فصل الربيع بشهر مارس: بينما يُهمل فصل الشتاء. تمر الشهور وفقاً لـ 38 دورة من عطلة الأسبوع، أو كما تُدعى باللاتينية «نونديناي»، تشكل كل واحدة منها أسبوعاً مؤلفاً من 8 أيام (مجدداً، 8 وفقاً لنظام العد الشامل). وتنتهي بطقوس دينية وسوق مفتوح للعامة، أي يمكن اعتبارها أشبه بعطلة نهاية الأسبوع حالياً. قُسّمت فترة الشتاء لاحقاً إلى شهرين، يناير وفبراير. يعود الفضل في إنشاء هذا التقويم المعدل إلى الملك الأسطوري رومولوس ونونا بومبيليوس الحاكم الثاني للبلاد، ويرتكز هذا التقويم على التقويم القمري. يُعتقد أن أيام الكالدينس والنونيس والإيديس مستمدة من الرؤى الأولى لأطوار القمر، وتقابل تلك الأيام على التوالي: الهلال والتربيع المتزايد والبدر. كان التقويم المعتمد أقصر من السنة الشمسية، وكان بحاجة دائمة إلى إضافة يوم إلى السنة كي تبقى المهرجانات الدينية والنشاطات الأخرى في موعدها وضمن فصول السنة المخصصة لها. ولأسباب سطحية وخرافية، أُضيف ذلك اليوم إلى شهر فبراير حتى عندما لم يعد الشهر الأخير في السنة.
بعد تأسيس الجمهورية الرومانية، بدأ القنصل في روما وضع التأريخ، ومُنح الحبر الأعظم مسؤولية تنظيم إضافة يوم إلى السنة، لكن الأحبار لاحقاً أساؤوا استخدام منصبهم فأطالوا السنوات التي يحكم فيها حلفاؤهم السياسيون، وقصّروا السنوات التي يحكم فيها خصومهم. بعدما انتصر يوليوس قيصر في حربه ضد بومبيوس الكبير، استغل قيصر منصبه لإجراء إصلاح تقويمي عام 46 قبل الميلاد، فجعل السنة الموافقة لقنصليته الثالثة تستمر لـ 446 يوم. وتجنباً لحدوث تداخل وإشكاليات في مواعيد المهرجانات الدينية، أُضيف كل تلك الأيام الزائدة إلى نهاية الشهر، ولم تأخذ بعين الاعتبار أيام النونيس والإيديس، حتى في الأشهر المؤلفة من 31 يوم. كان من المفترض أن يحوي التقويم اليولياني ما يُسمى بـ «يوم قفزة» في الرابع والعشرين من شهر فبراير كل أربع سنوات، لكن عند اغتيال يوليوس قيصر، اعتمد الكهنة على نظام العد الشامل وأضافوا، عن طريق الخطأ، اليوم الكبيس كل 3 سنوات. وكي يعود التقويم إلى ما كان عليه، اضطر أغسطس إلى إيقاف تزويد السنة بيوم إضافي لعقدٍ أو عقدين. ظلّ التقويم المعدل أطول قليلاً من السنة الشمسية، وبحلول القرن السادس عشر، كان موعد عيد الفصح بعيداً جداً عن موعد الاعتدال الربيعي، فأمر البابا غريغوريوس الثالث عشر بتعديل التقويم، وهو ما عُرف بالتقويم الميلادي.

## تاريخ

### التقويم القمري ما قبل التاريخ
يُعتقد أن التقويم الروماني الأصلي كان قائماً على الاستطلاعات الفلكية للتقويم القمري، حيث تبدأ الشهور عند ظهور العلامات الأولى للهلال. الدورة القمرية أطول بـ 29 ونصف يوم، لذا اختلف طول الأشهر بين 29 و30 يوم. وتأخرت الأشهر بنحو 10 أو 11 يوماً عن السنة الشمسية.
هناك أسبوع في التقويم الروماني مؤلف من 8 أيام، ويدعى بالدورة النوندينية، استخدمته الحضارة الإتروسكانية أيضاً تقويماً للجمهور الملكي. كانت تلك الدورة –وهي أشبه بعطلة الأسبوع –جزءاً من التقويم الروماني المبكر، حسبما يُعتقد، ويعود الفضل في ذلك –وفقاً للأسطورة الرومانية –إلى رومولوس وسيرفيوس توليوس.

### التقويم المؤلف من 10 أشهر
حدد الرومان السنة في البداية بـ 10 أشهر معدلة، كل شهر مؤلف من 30 أو 31 يوم. لائم هذا التقسيم العشري العادات والتقاليد الرومانية. ودُعيت الأشهر التي تحوي 31 يوماً بالكاملة (بليني) وعددها 4 أشهر، أما الأشهر الأخرى فدُعيت بالجوفاء (كافي). كان عدد أيام السنة الكلي، وهو 304 يوم، يطابق 38 دورة نوندينية. أهمل هذا النظام 50 يوماً من أيام السنة، وصُنفت تلك الأيام على أنها أيام غير منظمة من فصل الشتاء، لكن ليسينيوس ميسر أوضح أن التقويم الروماني الأقدم أضاف يوماً واحداً إلى السنة، ويدّعي ماكروبيوس أن تقويم الأشهر العشر كان غير صحيحاً، لدرجة أن أصبحت أشهر الصيف والشتاء في غير محلها على الإطلاق، وفي تلك الفترة، كانت الأيام الإضافية التي لا تنتمي لأي شهرٍ تُدرج في التقويم حتى يتبيّن للمختصين أن التقويم عاد إلى شكله الصحيح.
نسب الكُتاب الرومان لاحقاً هذا التقويم إلى البطل الشعبي وأول ملك أسطوري لروما، وهو رومولوس، لكن نسب التقاليد والممارسات التي لم يُعرف تاريخها إلى رومولوس كان أمراً شائعاً. يشكك بعض العلماء بوجود هذا التقويم من الأساس، فلم يوثق وجوده سوى في المصادر الجمهورية والإمبراطورية، ولا يدعم وجوده سوى أسماء الشهور التي كانت في غير موضعها من سبتمبر إلى ديسمبر. يجد يورغ رويبكي تطابقاً مثيراً للشكوك في طول السنة حسب التقويم القديم وطول الأشهر العشر الأولى من التقويم اليولياني.
يذكر فلوطرخس في كتابه «حيوات موازية» أو «السير المقارنة لعظماء اليونان والرومان» أن تقويم رومولوس كان تقويماً شمسياً، لكنه اتبع المبدأ العام لطول السنة، والذي يجب أن يكون 360 يوماً. أما الأشهر، فصُممت بعد ذلك وبشكل اعتباطي، فكان عدد الأيام في بعضها 20 يوماً، وفي أخرى 35 يوماً وربما أكثر.

### التقويم الجمهوري
كان التقويم الرسمي للجمهورية الرومانية مختلفاً عن التقويم القديم. فاتبع التقويم الإغريقي في افتراض أن الدورة القمرية تستمر لـ 29 يوماً ونصف اليوم، والسنة الشمسية مؤلفة من 12 شهراً اقترانياً ونصف (أي 368 يوماً وثلاثة أرباع اليوم)، يتساوى التقويمان كل أربع سنوات بعد إضافة شهرين كبيسين. كان الشهران الكبيسان هما يناير وفبراير، وكانت الأشهر الكبيسة تُدعى أحياناً بـ «مرسدونيُس» أو شهر العمل باللاتينية.
لم يتبع الرومان الطريقة الإغريقية المتمثلة بالتبديل بين الأشهر المؤلفة من 29 و30 يوماً والأشهر الكبيسة المؤلفة من 29 أو 30 يوماً كل سنتين. بدلاً من ذلك، كان الشهر الثالث والخامس والسابع والعاشر، كل واحد منها، يتألف من 31 يوماً، بينما كانت الأشهر الأخرى تتألف من 29 يوماً عدا شهر فبراير الذي تألف من 28 يوماً لـ 3 سنوات، و29 يوماً في السنة الرابعة. يختلف مجموع الأيام في تلك الأشهر على مدار السنوات الأربع عن عدد الأيام في التقويم الإغريقي بـ 5 أيام، أي أن الشهر الكبيس عند الرومان تألف دائماً من 27 يوماً. وهكذا، وبشكل مشابه، لم يختلف عدد الأيام في الأسبوع في كل شهر عند الإغريق (أي لم يكن عدد الأيام 7 أو 8)، وبدلاً من ذلك، أُضيف للشهور الكاملة يومان إضافيان في الأسبوع الأول، بينما كان عدد الأيام في الأسابيع الثلاثة الأخيرة 8 (أو 9 وفقاً لنظام العد الروماني).

## وصلات خارجية
- Chris Bennett's reconstruction of early Roman dates in terms of the Julian calendar
- Early Roman Calendar – History
- James Grout: The Roman Calendar, part of the Encyclopædia Romana
- Roman Date Calculator The North American Institute of Living Latin Studies